# كلوديا شميت (موسيقية)
كلوديا شميت (بالإنجليزية: Claudia Schmidt)‏ هي موسيقية أمريكية، ولدت في 1953 في نيو بالتيمور في الولايات المتحدة.

## وصلات خارجية
- الموقع الرسمي
- كلوديا شميت على موقع ميوزك برينز (الإنجليزية)
- كلوديا شميت على موقع ديسكوغز (الإنجليزية)